# Грчка византокатоличка црква
Грчка византокатоличка црква (гр. Ελληνόρρυθμη Καθολική Εκκλησία) је посебна источнокатоличка, односно гркокатоличка црква која окупља католике грчко-византијског литургијског обреда на подручју Грчке и Турске. Налази се у пуном јединству са Римокатоличком црквом. У богослужењу користи грчко-византијски литургијски обред и грчки језик. Састоји се од два посебна егзархата, за Грчку и Турску.

## Историја
Тежње ка унијаћењу православних хришћана у грчким земљама добиле су на замаху након Четвртог крсташког рата и освајања Цариграда (1204), а даљи кораци у истом смеру учињени су на Другом лионском сабору (1274), када је склопљена Лионска унија и потом на Фирентинском сабору (1439), када је склопљена Фирентинска унија. Међутим, ови покушаји унијаћења имали су само делимичан и првиремени успех.
У новијем добу, прва црква за грчке католике који су следили византијски обред саграђена је у селу Малгара у Тракији 1880. године. Пре краја 19. века, изграђена су још две такве цркве, једна у Цариграду, друга у Халкедону.
Године 1907. грчки свештеник Исаиас Пападопулос (1855-1932), који је саградио цркву у Тракији, именован је генералним викаром грчких католика у оквиру апостолске делегације Цариграда, а 1911. године је добио бискупско посвећење и постављен је првог привременог управитеља новоствореног Апостолског егзархата за Европску Турску.
Услед сукоба између Грчке и Турске после Првог светског рата (1914-1918), грчки католици византијског обреда из Мале Азије и Цариграда су највећим делом емигрирали у Грчку, а међу њима и њихов егзарх Георгиос Калаваси, који је прешао у Атину, где је 1932. године постављен за првог Апостолског егзархата за Грчку. 
Данас је преостао веома мали број припадника Грчке византокатоличке цркве у Турској, а готово да ни један свештеник није остао. Грчка византокатоличка црква у Грчкој броји око 5.000 припадника.